# كرونشباس
كرونشباس هو موقع ويب من نوع قاعدة بيانات على النت أنشئ في 1 يوليو 2007، يقع مقره الرئيسي في الولايات المتحدة، وهو متوفر باللغة الإنجليزية.

## وصلات خارجية
- الموقع الرسمي